# Hřbitov U Kříže (Chrudim)
Hřbitov U Kříže je hlavní městský a nejstarší funkční hřbitov v Chrudimi, postavený při původně románském kostele Povýšení svatého Kříže.

## Historie

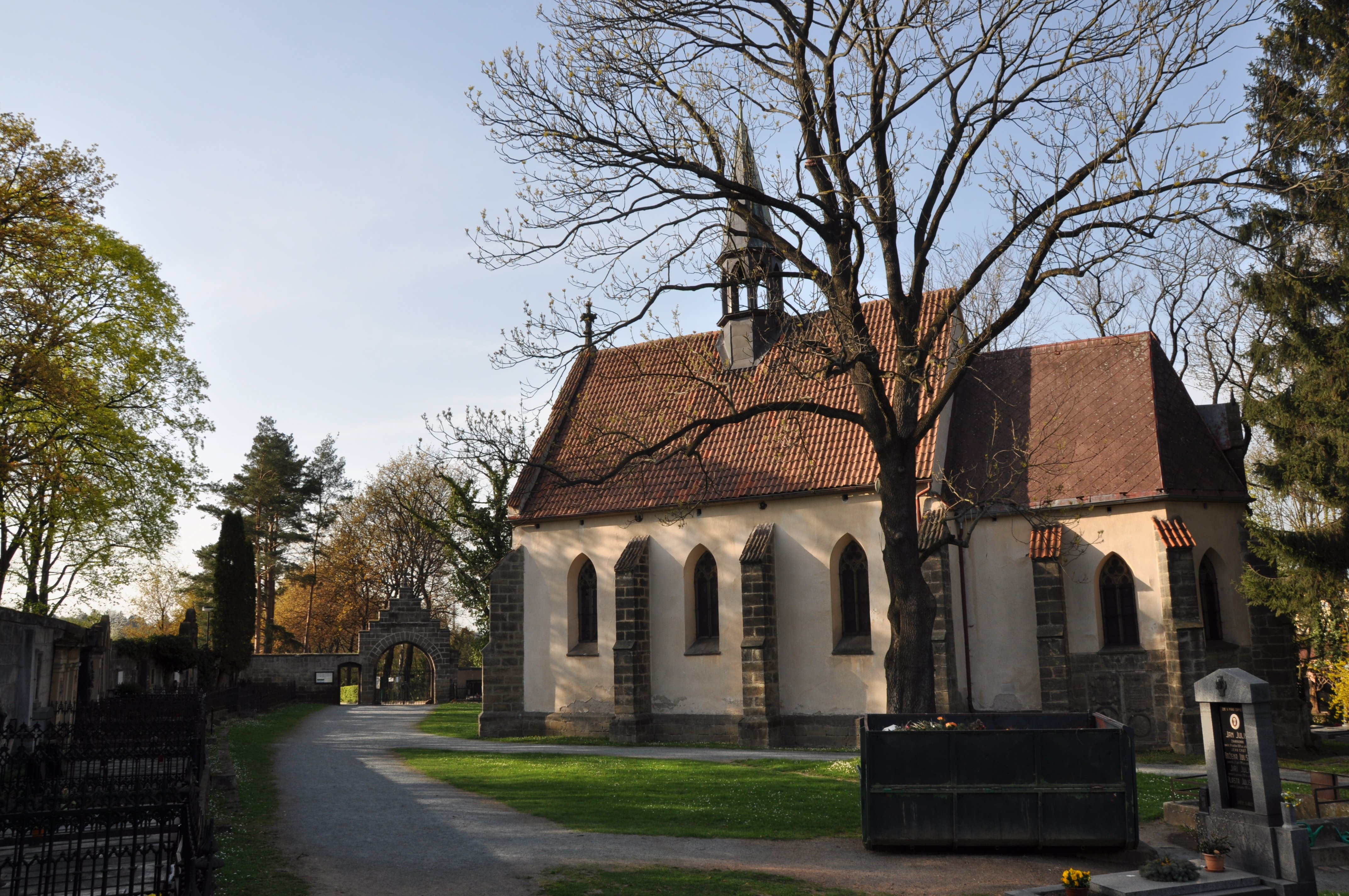
Kostel Povýšení svatého Kříže

Hřbitov vznikl okolo původního kamenného románského kostelíka, první zmínky o kostele a hřbitově se datují do 11. století. Kostel byl několikrát přestavován, svou neogotickou podobu dostal při úpravách v letech 1863 až 1874, v těchto letech prošel úpravami podle projektu Františka Schmoranze staršího též celý hřbitov. Roku 1871 postavila železniční společnost Rakouská severozápadní dráha (ÖNWB) trať vedoucí z Rosic nad Labem do Havlíčkova Brodu a chrudimské nádraží s rozvětveným kolejištěm, což fakticky znemožnilo rozšiřování hřbitova severním a východním směrem. Pohřebiště od svého počátku jako hlavní městský hřbitov, za dobu své existence byl několikrát rozšiřován, vznikl zde též urnový háj. Židé z Chrudimi a okolí byli pohřbíváni na místním židovském hřbitově, který vznikl roku 1889 u hřbitova U Václava.
Podél zdí areálu je umístěna řada hrobek významných obyvatel města, na vojenském hřbitově jsou pohřbeni vojáci a legionáři bojující v první a druhé světové válce. 
Ve druhé polovině 20. století byla v jižní části hřbitova postavena budova s obřadní síní sloužící jako sídlo městské pohřební služby. V Chrudimi se nenachází krematorium, ostatky zemřelých jsou zpopelňovány povětšinou v krematoriu v Pardubicích.
Hrob Antonína Františka Rybičky a hrobka rodiny Popperovy jsou památkově chráněné.

## Osobnosti pohřbené na tomto hřbitově

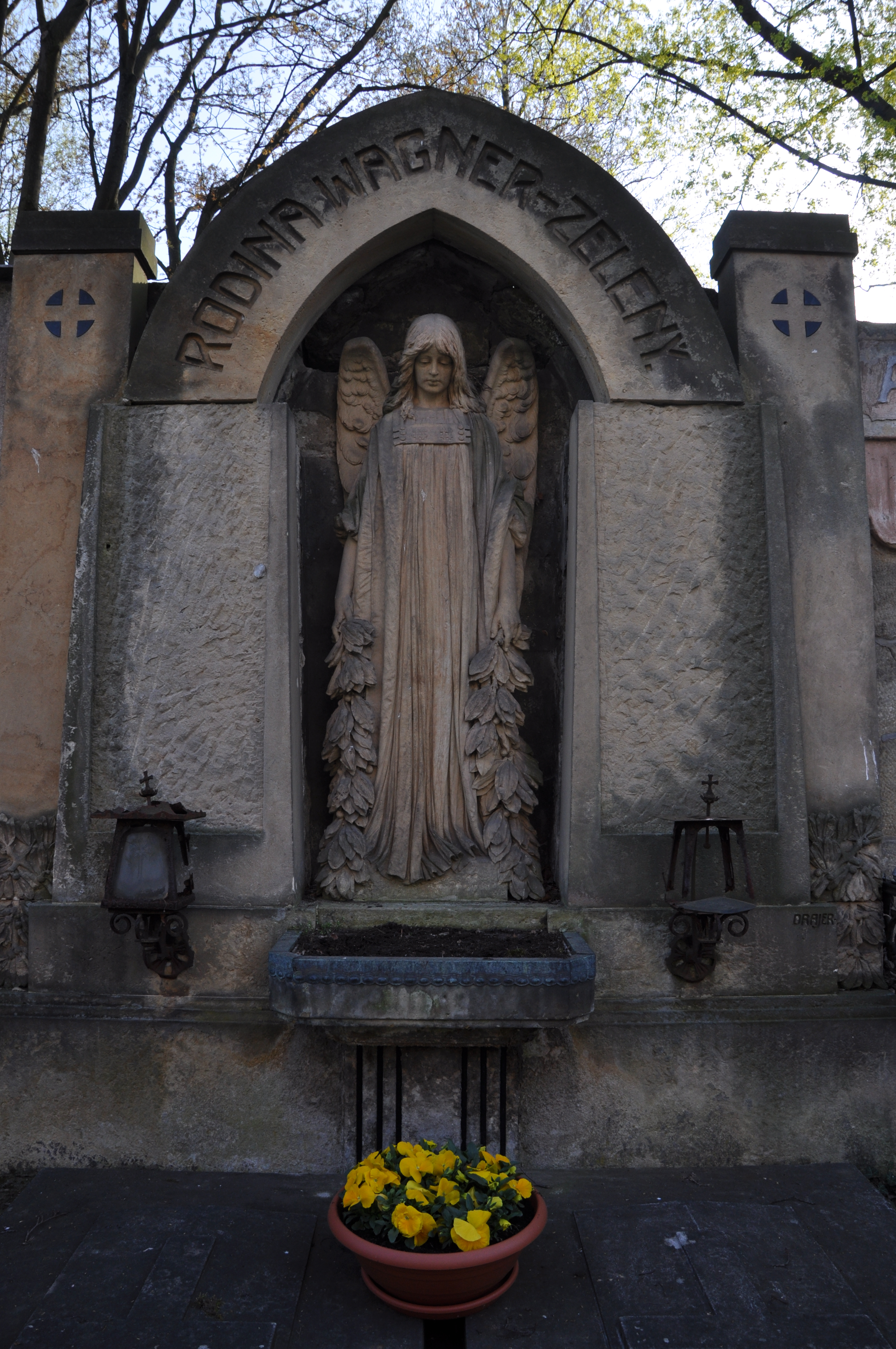
Hrobka rodiny Františka Wagnera, starosty Chrudimi

- Jan Nepomuk Martini (1805–1850) – první chrudimský konstituční purkmistr
- Karel Roth (1829–1888) – politik
- František Ježek (1890–1969) – český politik a ministr
- Josef Klimeš (1828–1900) – politik a starosta Chrudimi
- František Wagner (1851–1931) – starosta města
- Vilém Sýkora (1873–1942) – starosta Chrudimi (je napsán na rodinné hrobce s poznámkou „hrob v dáli“)[1]
- Bedřich Leopold Popper (1866–1941) – továrník, majitel největší výrobny obuvi (autorem rodinné hrobky Josef Gočár)
- Karel Pippich (1849–1921) – právník, sokolský funkcionář
- Adolf Eckert (1840–1910) – agronom, ředitel chrudimské hospodářské školy
- Ladislav Prokop (1909–1993) – houslař
- August Karel Kříž (1814–1886) – česko-rakouský dělostřelec a generál perské armády
- Josef Kubelka (1868–1894) – básník a publicista
- Milan Vošmik (1930–1969) – filmový režisér
- Jaroslav Slabý (1915–1940) - pilot, příslušník RAF
- Bohumil Laušman (1903–1963) – český politik, předseda sociální demokracie a ministr průmyslu
- Marie Musilová (1877–1939) – koncertní pěvkyně
- Rudolf Vonásek (1914–1995) – operní pěvec
- Jaroslav Doubrava (1909–1960) – hudební skladatel
- Alois Hnilička (1826–1909) – hudební skladatel
- Ferdinand Pochobradský (1891–1940) – malíř
- František Müller (1833–1917) – malíř
- Marie Chytilová (1882–1959) – manželka Alfonse Muchy
- Antonín František Rybička (1812–1899) – právník a archivář
- František Bauer (1852-1909) - ekonom, zemědělský odborník, pedagog a publicista
- hrobka rodiny podnikatele Františka Wiesnera (1833–1880, autor František Schmoranz mladší)